# 소흑점

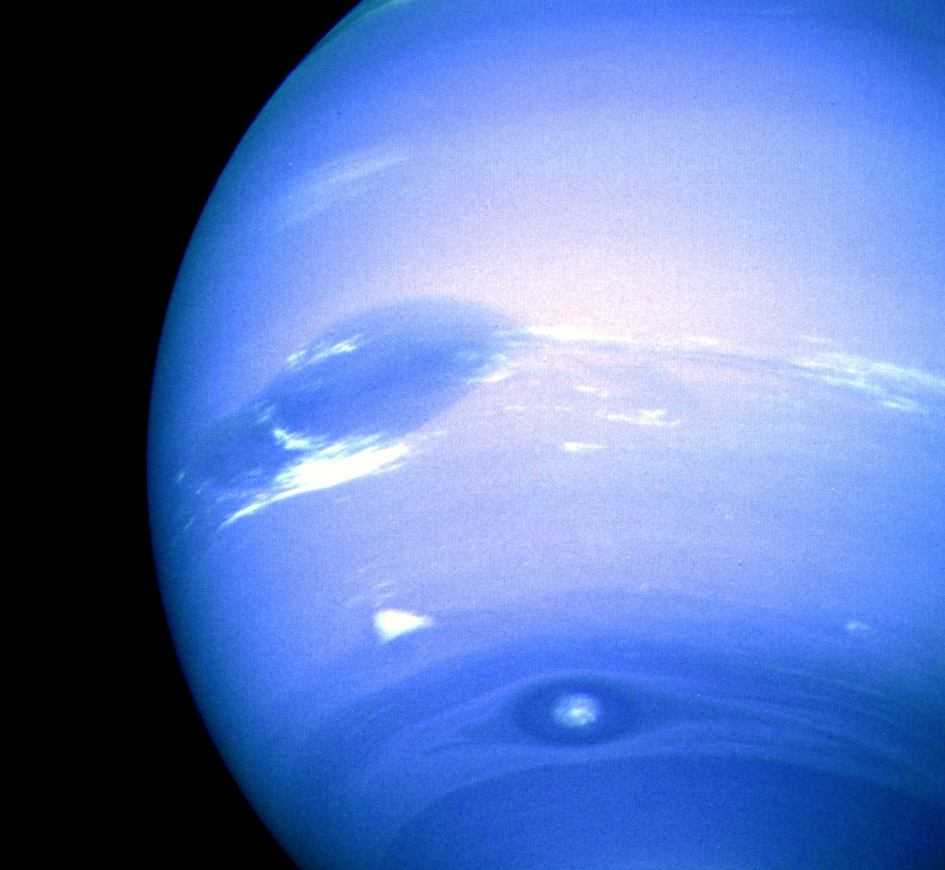
보이저 2호가 촬영한 해왕성의 대흑점(맨 위 검은 점), 스쿠터(중간의 흰 구름), 소흑점(맨 아래 검은 점)의 모습.

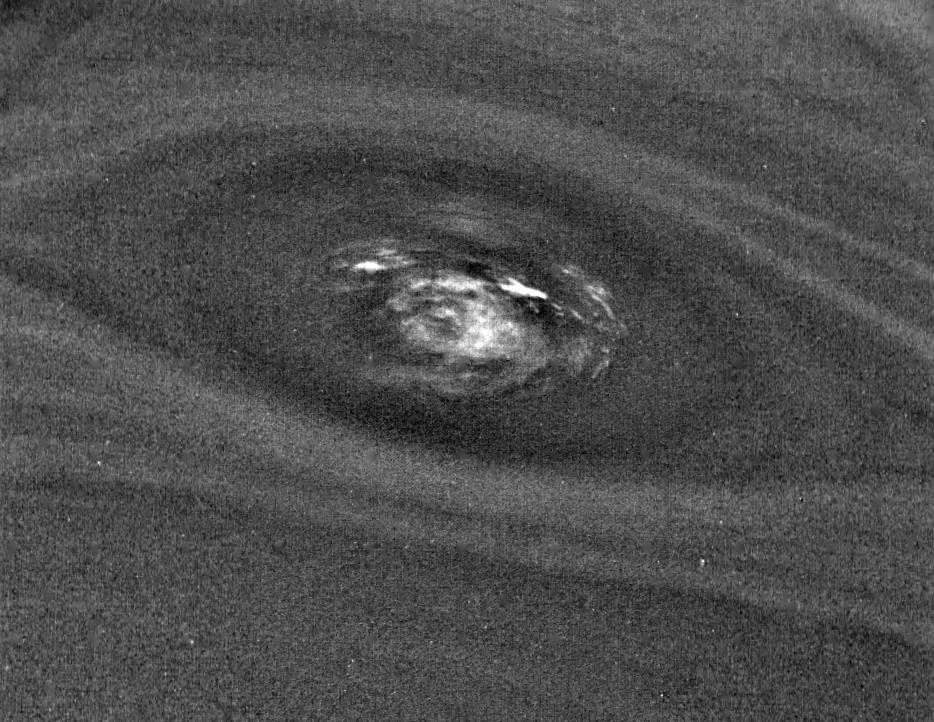
해왕성 소흑점의 고해상도 그레이스케일 사진.

해왕성의 소흑점(Small Dark Spot) 혹은 제2의 흑점(Dark Spot 2)이나 별칭 마녀의 눈(The Wizard's Eye)은 행성 해왕성에 있는 외계 소용돌이이다. 보이저 2호가 해왕성을 처음 관측했을 당시 두번째로 컸던 남반구의 저기압성 폭풍이다. 1994년 허블 우주망원경이 다시 해왕성을 관측했을 때엔 소흑점이 사라졌다.

## 관측사
소흑점은 1989년 보이저 2호가 처음으로 해왕성을 근접 관측할 당시 대흑점과 스쿠터와 함께 발견된 거대한 폭풍이다. 소흑점은 남위 54도에 있으며 16.1시간을 주기로 해왕성을 동쪽으로 회전했다. 태양계에서 측정한 가장 풍속이 높은 곳인 대흑점과는 달리 소흑점은 풍속 데이터가 없다. 또한 대흑점과는 달리 소흑점에서는 가장자리 부근에 있는 흰 구름떼인 '동반구름'들이 없었다. NASA가 1994년 허블 우주망원경으로 해왕성을 다시 관측했을 때엔 대흑점과 소흑점 둘 다 모두 보이지 않게 되었다.

## 물리적 성질
영어권에서 소흑점에 붙여진 별명인 "마녀의 눈"은 마치 눈과 같은 독특한 모습으로 붙어진 것이다. 전체적으로 소흑점은 다른 점에 비해서는 매우 작게 보이지만 규모 자체는 대흑점과 거의 비슷하며 남쪽으로 30도 더 아래 있으며, 대흑점보다 2시간 더 빨리 공전한다.
눈 모양의 형상을 띈, 전체적으로 어두운 색의 폭풍은 시계 방향으로 회전하는 소용돌이로 만들어졌으며 이 소용돌이는 대기를 행성 중심을 향해 안쪽으로 빨아들인다. 대기를 아래쪽으로 빨아들이는 이 작용으로 상층부의 메테인 구름에 큰 구멍을 만들고 폭풍을 전체적으로 어둡게 만들었다. 또한 정확한 측정은 이뤄지지 않았으나 폭풍의 어두운 영역에는 잘 보이지 않는 강한 바람이 부는 것으로 보이는 날카로운 띠도 가지고 있다.
눈의 동공과도 같은 모양을 띄는 밝은 중심영역은 폭풍의 중심에서 솟아오르는 하얀 메테인 얼음구름으로 만들어진 것이다. 이 중심 영역의 난류 안에는 거대 구조체들이 있는데 그 중에서 동쪽에 있는 거대한 V 모양의 기류는 이 폭풍이 시계 방향으로 회전중이라는 것을 의미한다. 이 구름들은 행성의 다른 거대 폭풍의 가장자리 부근에 있는 '동반구름'이라고 부르는 메테인 얼음 구름떼들와 같은 성분이지만 1989년 관측 당시 소흑점에는 동반구름이 전혀 관측되지 않았다. 또한, 1994년 관측 당시에서도 흑점이 있던 영역에 어떠한 동반구름도 보이지 않았다.

## 소멸
1989년 보이저 2호가 처음으로 해왕성을 관측한 이후 1994년 다시 허블 우주망원경으로 관측하기 전까진 고해상도 관측 사례가 없었다. 1994년 재관측을 할 때엔 대흑점과 소흑점 두 점 모두 소멸한 것으로 보인다. 하지만 대흑점의 경우에는 동반구름이 지속해서 남아 있는 것을 볼 때 저고도에서 계속 존재할 수도 있다. 소흑점의 경우에는 소흑점이 아직까지 남아있다고 추정할 수 있는 어떠한 동반구름도 관측되지 않았다. 해왕성에 있는 거대 폭풍의 붕괴와 소멸의 원리를 추측하기로는 초당 400m의 속도로 움직이는 적도기류에 접근해 소멸했다고는 하지만 해왕성의 대기에 있는 아직까지 밝혀지지 않은 매커니즘을 통해 폭풍이 소멸했을 수도 있다고 추정하고 있다.

## 같이 보기
- 대흑점
- 용의 폭풍
- 대적점
- 대백점

## 참고 문헌
- Xiaolong Deng; Raymond LeBeau, Jr. (2012년 6월 15일). “Comparative CFD Simulations of the Dark Spots of Uranus and Neptune”. 《Aerospace Research Central》 (American Institute of Aeronautics and Astronautics). doi:10.2514/6.2007-4119.
- Ingersoll, Andrew P.; Barnet, Christopher D.; Beebe, Reta F.; Flasar, F. Michael; Hinson, David P.; Limaye, Sanjay S.; Sromovsky, Lawrence A.; Suomi, Verner E. 〈Dynamic Meteorology of Neptune〉. 《Neptune and Triton》. Tucson: University of Arizona Press. 613–682.쪽. ISBN 9780816515257.
- Andrew I. Hsu;  외. (2019년 3월 25일). “Lifetimes and Occurrence Rates of Dark Vortices on Neptune from 25 Years of Hubble Space Telescope Images”. 《The Astronomical Journal》.